# Tomonori Tateishi
Tomonori Tateishi (立石 智紀 Tateishi Tomonori?, nacido el 22 de abril de 1974 en Chiba) es un exfutbolista japonés. Jugaba de guardameta y su último club fue el JEF United Chiba de Japón.

## Trayectoria

### Clubes
| Club             | País  | Año         |
| ---------------- | ----- | ----------- |
| JEF United Chiba | Japón | 1993 - 2008 |
| Avispa Fukuoka   | Japón | 1998        |

## Palmarés

### Títulos nacionales
| Título         | Club             | País  | Año  |
| -------------- | ---------------- | ----- | ---- |
| Copa J. League | JEF United Chiba | Japón | 2005 |
| Copa J. League | JEF United Chiba | Japón | 2006 |